# TV PinGuim
TV PinGuim é um estúdio de animação brasileiro fundado em 1989 por Kiko Mistrorigo e Célia Catunda.
A empresa é conhecida pela criação e desenvolvimento de desenhos animados educativos direcionados ao público infantil, realizando animações em 2D, 3D e stop-motion. A empresa iniciou sua carreira desenvolvendo curtas para canais educativos como TV Cultura, TV Escola e Canal Futura.

## Séries
- Charlie, o Entrevistador de Coisas
- O Show da Luna!
- Peixonauta
- Gêmeos 8
- Ping e amigos
- Tarsilinha